# Helmi Mareich
Helmi Mareich (* 24. Jänner 1924 in Graz; † 20. August 2009 in Wien) war eine österreichische Schauspielerin.

## Leben
Mareich absolvierte ihre Schauspielausbildung in ihrer Heimatstadt Graz. Nach Abschluss der Schauspielausbildung ging sie als Filmschauspielerin nach Berlin zur UFA. Dort spielte sie unter anderem in den Filmen Der Seniorchef, Der ewige Klang und Das schwarze Schaf. 1943 spielte sie neben Heinz Rühmann in dem Film Die Feuerzangenbowle, der im Februar 1944 zur Uraufführung kam. Nach der Bombardierung Berlins kehrte Mareich 1943 nach Österreich zurück.
Mareich erhielt nach dem Zweiten Weltkrieg zunächst Engagements in Vorarlberg und in Linz. 1953 wurde sie unter der Direktion von Leon Epp ans Wiener Volkstheater engagiert, dessen festes Ensemblemitglied sie bis zu ihrer Pensionierung 1987 blieb.
Mareich spielte am Volkstheater Wien unter anderem die Donna Elvira in Don Juan oder Die Liebe zur Geometrie, die Fee Rosalinde in Der Barometermacher auf der Zauberinsel von Ferdinand Raimund, die Ann Putnam in Hexenjagd von Arthur Miller, die Frau von Fischer in Einen Jux will er sich machen von Johann Nestroy sowie die Sidonie in Die bitteren Tränen der Petra von Kant von Rainer Werner Fassbinder. 
Zusätzlich war sie immer wieder in Fernsehserien und TV-Filmen zu sehen. Für das Österreichische Fernsehen übernahm sie 1964 die Rolle der Betty in Die Stützen der Gesellschaft von Henrik Ibsen. An der Seite von Fritz Eckhardt spielte sie in den Fernsehserien Wenn der Vater mit dem Sohne und Hallo – Hotel Sacher … Portier!. In kleineren Rollen war sie in zwei Folgen der Fernsehreihe Tatort zu sehen.
Mareich starb im August 2009 im Alter von 85 Jahren in Wien. Das Wiener Volkstheater würdigte Helmi Mareich anlässlich ihres Todes als „feinfühlige, naturverbundene und philosophisch gebildete Schauspielerin mit großem Herzen“.

## Filmografie (Auswahl)
- 1942: Der Seniorchef
- 1944: Die Feuerzangenbowle
- 1952: Wienerinnen
- 1956: Nichts als Ärger mit der Liebe
- 1957: Vier Mädels aus der Wachau
- 1959: Kein Mann zum Heiraten
- 1959: Der Verräter (TV)
- 1961: Auf den Straßen einer Stadt
- 1964: Stützen der Gesellschaft (TV)
- 1971: Wenn der Vater mit dem Sohne
- 1973: Hallo – Hotel Sacher … Portier!
- 1976: Tatort – Annoncen-Mord
- 1982: Tatort – Mordkommando